# Huécija
Huécija es una villa y un municipio español de la provincia de Almería en la comunidad autónoma de  Andalucía, situado en la comarca de la Alpujarra Almeriense, en el valle del Andarax y a 31 km de la capital de la provincia, Almería. En el año 2017 contaba con 501 habitantes (INE). 
La localidad se ubica en la margen derecha del barranco del Agua y las faldas del cerro de la Cruz (Sierra de Gádor) a una altitud de 411 m s. n. m.  Su término municipal presenta una orografía irregular y se diferencia la parte de la Sierra de Gádor con grandes elevaciones y la parte situada en la depresión del río Andarax formada por pequeños cerros y barrancos.
Huécija fue la capital del señorío de Marchena durante la Edad Moderna el cual fue nombrado como Taha de Marchena antes de la conquista cristiana. Con la llegada del liberalismo y su consiguiente nueva organización territorial extingue el señorío en 1833 y Huécija como el resto de localidades que lo integraba se constituye como municipio. 
De su conjunto monumental destaca el Convento de los Agustinos de estilo barroco que ha sido declarado Bien de Interés Cultural en 1992 y la Iglesia de la Anunciación de estilo mudéjar. La actividad económica principal del municipio es la agricultura y como en el resto de las localidades del valle del Andarax ha tenido gran importancia el cultivo de la uva de Ohanes aunque debido a su declive se ha ido sustituyendo progresivamente por otros cultivos como el naranjo.

## Toponimia
El origen del nombre es oscuro, aunque se sabe que durante la época musulmana era denominado Güezixa o Güecija y probablemente podría significar centro de o madre de los pueblos; pero esto es una suposición escasamente demostrada.
A partir de la conquista cristiana, tenemos distintos documentos en los que se nombra a la villa de diversas formas como: Guezixa (1492), Huezifa (1713), Villa de Marchena (1713) y Guécija (1800). Con la aparición de la Real Academia Española en 1713, se empieza a poner orden en la formación de palabras y en la ortografía, apareciendo la denominación de Huécija.

## Geografía física

### Situación
| Noroeste: Íllar     | Norte: Bentarique | Noreste: Terque |
| Oeste: Íllar        |                   | Este: Alicún    |
| Suroeste Bentarique | Sur: Terque       | Sureste: Terque |

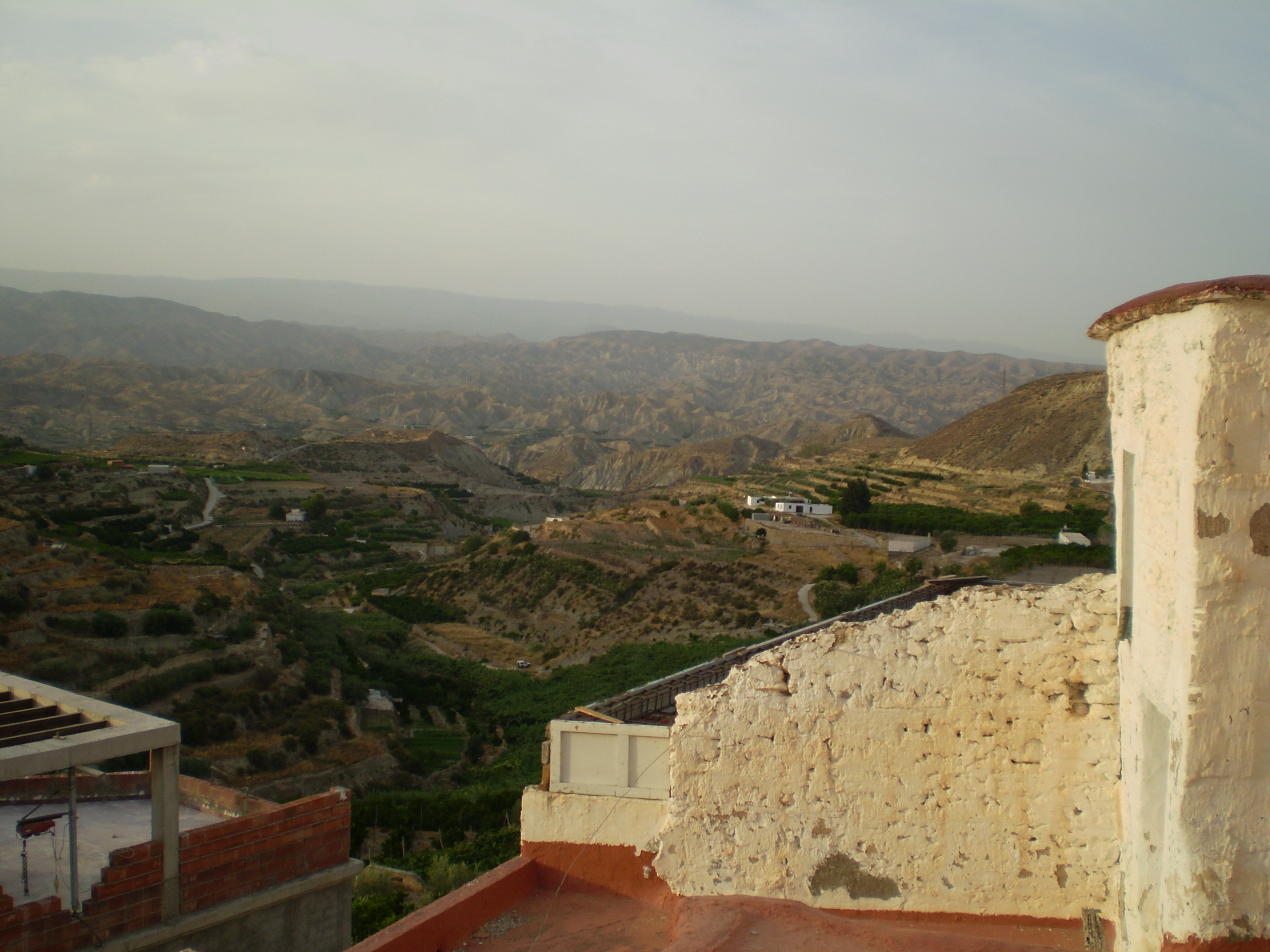
Barranco del Agua o del Alfarax.

La localidad se encuentra situada en la parte occidental de la provincia de Almería a una altitud de 411 m s. n. m. en un área delimitada por el barranco del Agua y el de los Frailes a 31 km de la capital de provincia, Almería. Su término municipal tiene una superficie de 19,2 km² y limita al norte con el municipio de Bentarique, al este con el de Alicún y un enclave del de Terque, al sur con el de Terque y al oeste con el de Íllar.

### Relieve e hidrología
El municipio está situado en el valle natural de la confluencia del río Andarax, aunque este río no llega a pasar por el municipio y en la cara sur de la Sierra de Gádor, hasta aproximarse a las cumbres, lo que le confiere una orografía de pendientes, donde abundan los barrancos, como el de Mamaica o el barranco del Agua. Este barranco, también conocido como barranco del Infierno o del Alfarax, nace de las corrientes que se unen en el paraje conocido como la Chanata, en la Sierra de Gádor, y desemboca en el río Andarax junto al municipio de Terque. 
El núcleo de población está situado a los pies del cerro de la Cruz y al Este del barranco del Agua. Esta orográfía natural marca los límites del núcleo urbano.

### Clima
El clima de Huécija es típico mediterráneo, y se caracteriza por unos veranos secos y calurosos y unos inviernos fríos. Las precipitaciones son escasas e irregulares a lo largo de todo el año, estando por debajo de los 200 mm anuales. Las heladas son frecuentes en los meses de invierno, mientras que los veranos se caracterizan por las largas horas de luz, siendo los días calurosos y las noches frescas. La temperatura media anual roza los 20 grados centígrados. Este clima permite que la vegetación que puebla nuestra sierra sea la típica flora mediterránea, donde abunda el matorral y el pino carrasco sobre todo, y que, combinado con lo escarpado de sus montañas logran un paisaje indiscutiblemente bello y lleno de vida.

### Flora y fauna
Flora
Fauna

### Riesgos naturales
El municipio de Huécija cuenta con un PTEL que cumple con la Ley 5/2010 sobre autonomía local.

## Historia

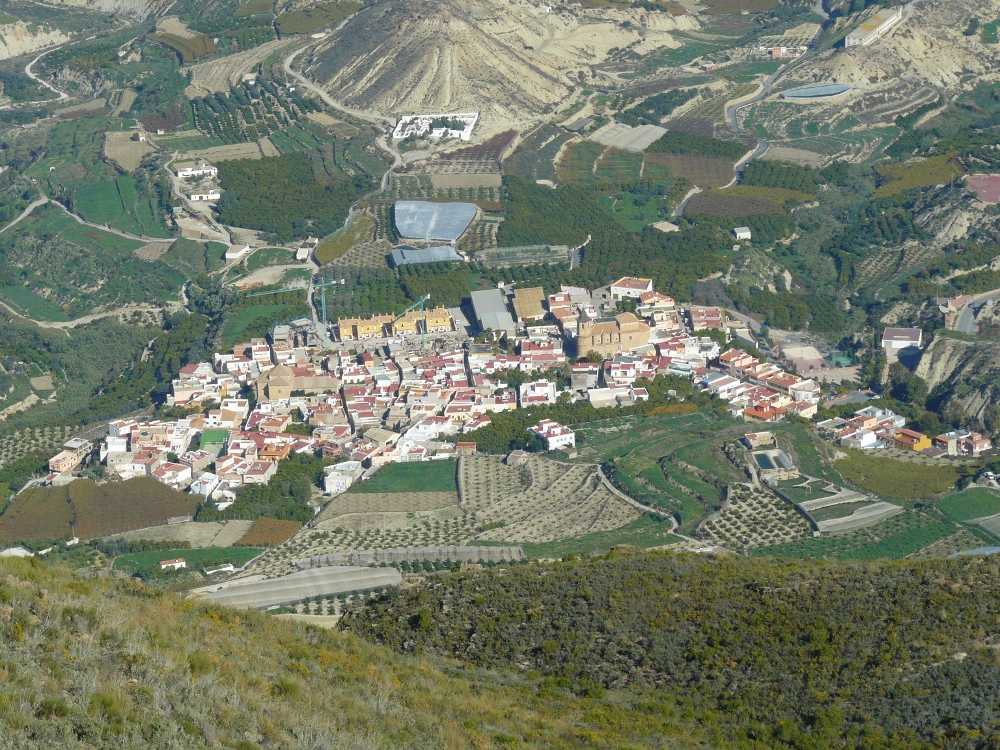
Vista general de Huécija

### Edad Antigua
Es muy probable que el primer asentamiento cultural en la villa sea de origen romano pues ésta se encuentra muy próxima al cerro de Marchena, donde se ha localizado restos de una antigua villa romana.

### Edad Media
La primera mención histórica de Húecija fue en la Edad Media en la época musulmana en la que en el año 891 se hace mención a la alquería, categoría que Huécija tenía en esta época, en la actividad colonizadora y de fundación de Urs al-Yaman (nombre de Pechina, que fue el centro urbano más importante de la zona, el nombre significa Urci de los yemeníes o tierra dada a los yemeníes.
Posteriormente, a partir del siglo XIII, cuando el Reino nazarí de Granada quedó como el único territorio musulmán independiente en la península ibérica; Huécija formó parte junto con otros diez lugares de la taha de Marchena, de la cual la villa de Marchena era la capital, la residencia del gobernador y donde estaba la principal fortaleza (El Castillo de Marchena).

### Edad Moderna
Conquista Cristiana

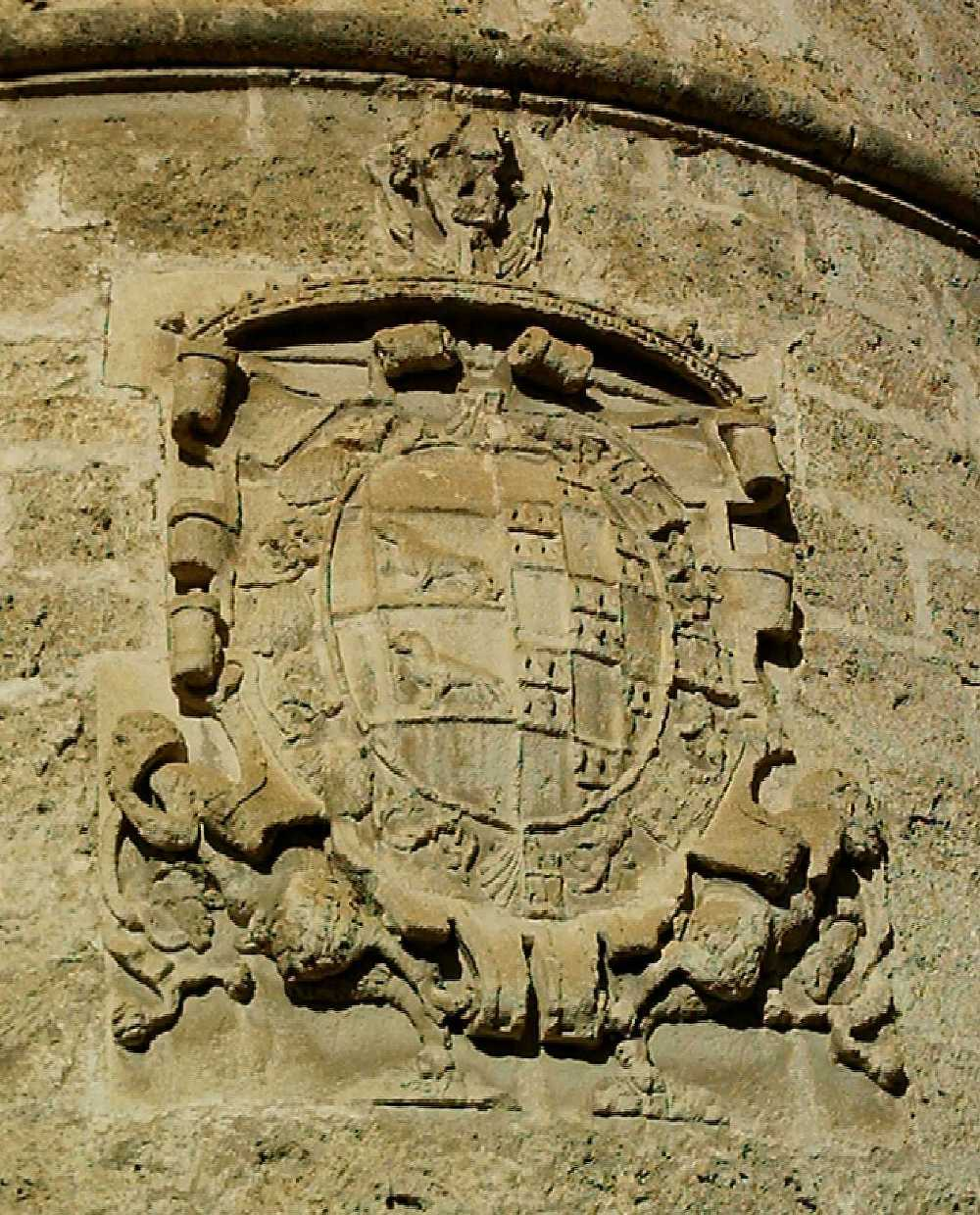
Escudo labrado en piedra con las armas de los Cárdenas (Duque de maqueda) y los Velasco (Duque de Frías) situado en la torre del Convento de los Agustinos.

Después de la rendición de Baza y la capitulación de Almería, la Taha de Marchena fue convertida en señorío, pasando a manos de Gutierre de Cárdenas y Chacón (Duque de Maqueda) al cual se le entregó como recompensa, siguiendo la costumbre de los Reyes Católicos de ceder señoríos a los nobles que participaron en la Reconquista. Los 10 lugares que componían la taha de Marchena ahora convertida en señorío eran: Zodun (Alsodux), Alhabiati (Alhabia), Terque, Bentarico (Bentarique), Ylar (Íllar), Alhama, Estancihun (Instinción), Rágol, Alicún (posiblemente un barrio de Huécija) y Guezixa, (Huécija) que quedó como la capital y fue elevada a la categoría de villa junto con Terque. La villa de Marchena a partir de entonces fue progresivamente desapareciendo. De esta época datan la "Casa Palacio", de la que actualmente (2010) solo se conservan algunos muros y el Convento de los Agustinos, el cual fue mandado construir por la esposa de Gutierre de Cádenas, Doña Teresa Enríquez. Junto a él también se construyó la Iglesia de la Virgen de la Regla, la cual quedó destruida por el terremoto de 1522, conservándose únicamente su torre y su fachada sur, ambos aprovechados para la nueva iglesia del Convento de los Agustinos. En el siglo XVI también se construlló la `Iglesia de la Anunciación, en estilo mudéjar y con posteriores añadidos barrocos y neoclásicos.
Rebelión de los Moriscos
Durante la rebelión de los moriscos, muchos cristianos padecieron en una cruenta batalla, algunos de ellos se habían refugiado en el Convento, al cual prendieron fuego los moriscos y murieron todos los que se refugiaron, menos nueve que se entregaron, estos fueron hechos prisioneros y posteriormente ejecutados. Huécija fue controlada por los cristianos a partir del 13 de enero de 1569 y los moriscos en general fueron derrotados en 1570 y posteriormente expulsados.

### Edad Contemporánea
El señorío se mantuvo hasta 1835, año en que fue abolido y Huécija y las demás poblaciones que lo formaban se convirtieron en municipios independientes. También por esta época cabe destacar la introducción del cultivo de la uva de Ohanes que ha sido hasta nuestros días el principal factor de desarrollo y la principal fuente económica de la villa.
Del siglo XX se podría destacar el expolio que se desató durante la Guerra Civil. Tanto en la Iglesia de la Anunciación como en el Convento de los Agustinos, en este último se perdió un retablo barroco de gran valor.

## Geografía humana

### Organización territorial
El municipio carece de cualquier otro núcleo de población.

### Demografía
Cuenta con una población de 537 habitantes (INE 2024).
| Gráfica de evolución demográfica de Huécija entre 1842 y 2021                                                         |
| |
| Población de derecho según los censos de población del INE. Población de hecho según los censos de población del INE. |

### Población extranjera
La población extranjera residente en la localidad aciende a 5 personas (0,94%). 4 de ellas proceden de la Unión Europea y 1 de Marruecos.

### Urbanismo
Dentro del principal núcleo de población se distinguen algunas agrupaciones vecinales tradicionales como: La Fuente, La Carretera, Barrio Alto, Barrio Bajo y la Glorieta.
Además, Huécija cuenta con una barriada que en su tiempo llegó a tener alcalde pedáneo, denominada Barrio de la Luna o Los Molinicos, que está situada junto a la Sierra de Gádor, en el paso de la carretera A-348 por el municipio. Antiguamente muchas familias huecijeras residían en la barriada (núcleo de población diseminado) debido a que trabajaban en los campos de cultivo aledaños, pero actualmente (2010) se encuentra despoblado. Tan sólo acuden en fines de semana o períodos vacacionales las familias que aún conservan en buen estado algunos de los cortijos que quedan en pie. Junto a Los Molinicos existe un barranco en el que podemos observar diversidad de animales que pueblan los alrededores del municipio, como las cabras montesas. La vivienda dominante en la localidad, es de una o dos alturas, con la cubierta plana (denominada en la gerga local "terrao") de launa, aunque hoy muy transformada debido a la generalización de materiales y formas constructivas de nueva factura, que contrastan y degradan una rica arquitectura tradicional.

### Comunicaciones

#### Red viaria
Se accede a la localidad por la AL-3405 antigua (ALP-616), desvío de 4,22 km de la A-348, (Benahadux - Lanjarón)y atravesando la localidad de Alicún, de la cual dista 700 m.
| Identificador | Denominación     | Itinerario                         |
| ------------- | ---------------- | ---------------------------------- |
| A-348         | Lanjarón-Almería | Benahadux (N-340a)-Lanjarón (A-44) |
| AL-3405       | Alicún-Huécija   | A-348-Alicún-Huécija               |

#### Transporte interurbano
Huécija cuenta con tres servicios diarios de autobús que cubren el trayecto Almería-Huécija partiendo de la Estación intermodal de Almería y 2 servicios diarios con el trayecto Huécija-Almería, todos ellos de lunes a viernes. El servicio está gestionado por la compañía Alsa-ENATCAR. Este autobús es conocido en la localidad como «La Alsina» debido a que en antaño fue Alsina Graells la compañía que gestionó este servicio.

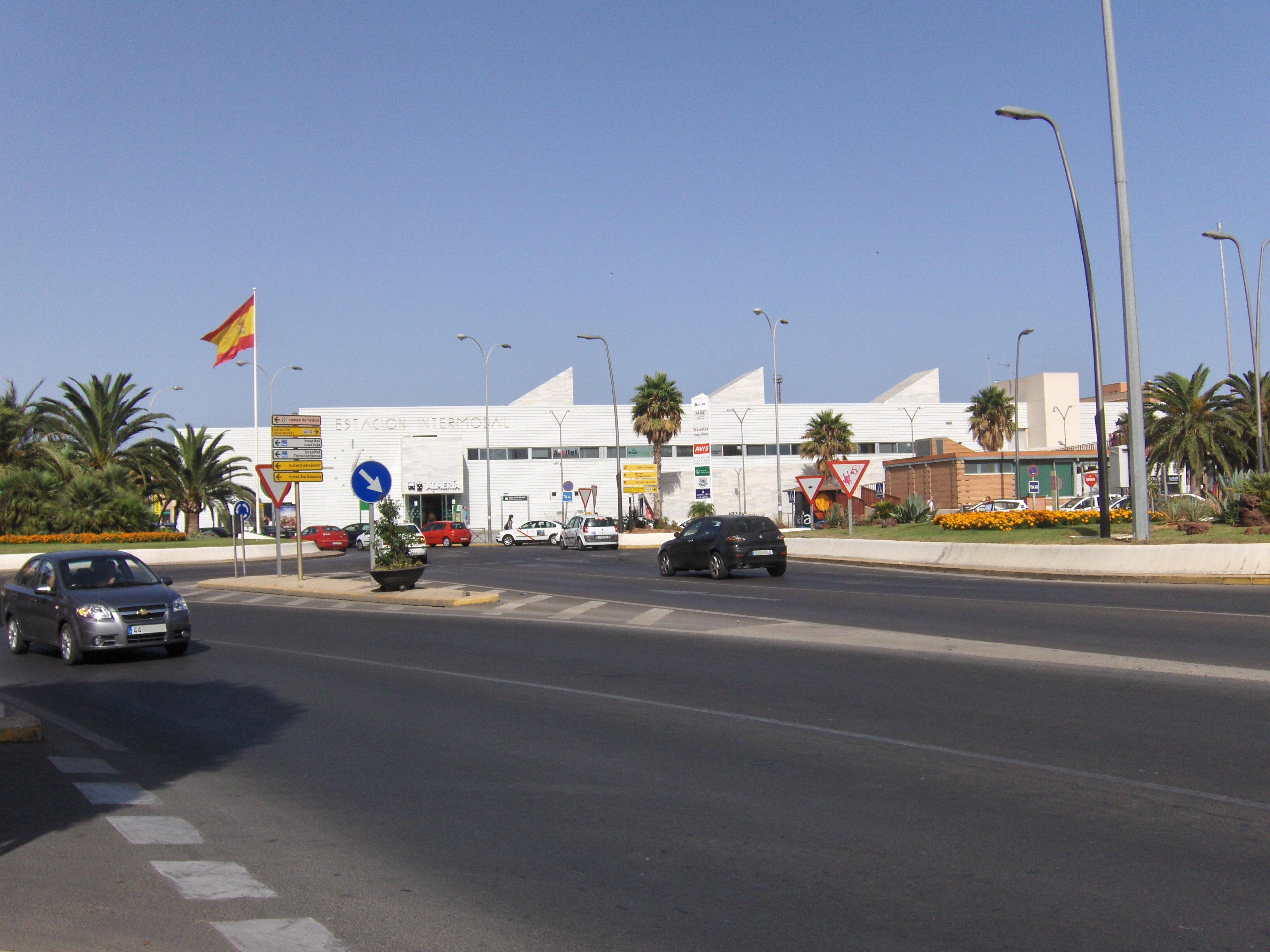
Estación intermodal de Almería.

| Origen-Destino                                                                     | Salida-Llegada                                                                     | Días de Servicio                                                                   | Origen-Destino                                                                     | Salida-Llegada                                                                     | Días de Servicio                                                                   |
| ---------------------------------------------------------------------------------- | ---------------------------------------------------------------------------------- | ---------------------------------------------------------------------------------- | ---------------------------------------------------------------------------------- | ---------------------------------------------------------------------------------- | ---------------------------------------------------------------------------------- |
| Almería Huécija                                                                    | 13:00 14:00                                                                        | lunes a viernes                                                                    | Huécija-Almería                                                                    | 07:30 08:30                                                                        | lunes a viernes                                                                    |
| Almería Huécija                                                                    | 14:00 15:00                                                                        | lunes a viernes                                                                    | Huécija-Almería                                                                    | 15:00 16:00                                                                        | lunes a viernes                                                                    |
| Almería Huécija                                                                    | 19:00 20:00                                                                        | lunes a viernes                                                                    | -                                                                                  | -                                                                                  | -                                                                                  |
| Paradas                                                                            | Paradas                                                                            | Paradas                                                                            | Paradas                                                                            | Paradas                                                                            | Paradas                                                                            |
| - Almería - Benahadux - Gádor - Alhama de Almería - Venta Pavón - Alicún - Huécija | - Almería - Benahadux - Gádor - Alhama de Almería - Venta Pavón - Alicún - Huécija | - Almería - Benahadux - Gádor - Alhama de Almería - Venta Pavón - Alicún - Huécija | - Huécija - Alicún - Venta Pavón - Alhama de Almería - Gádor - Benahadux - Almería | - Huécija - Alicún - Venta Pavón - Alhama de Almería - Gádor - Benahadux - Almería | - Huécija - Alicún - Venta Pavón - Alhama de Almería - Gádor - Benahadux - Almería |

### Economía

#### Mercado de Trabajo
En Huécija hay 119 personas contratadas, de las cuales 10 cuentan con un contrato indefinido y 109 con un contrato temporal. El municipio tiene 108 personas registradas en el paro, 87 hombres y 32 mujeres. 16 contratos son a personas extranjeras y 8 son trabajadores agrarios subsidiados

#### Agricultura
Ha sido de siempre la principal fuente económica de Huécija, manifestándose en numerosos elementos patrimoniales que han llegado hasta nosotros, siendo abundantes las balsas, como las del Garroferal o la Fuente y Balsa del Molino, las eras, como la del Algarrobo, las infraestructuras para la conducción del agua, como túneles, partidores, etc.
La base actual de la economía del municipio, actualmente en un estado de estancamiento, sigue siendo el subsector agrícola, encontrándose en un proceso de cambio, debido a la crisis de la producción uvera, encontrándose muy difundidos los cultivos hortofrutícolas como el naranjo o el olivo y los invernaderos.
Durante la Edad Media con los musulmanes se desarrolla una agricultura cuyo objetivo principal va a ser el aprovechamiento del recurso más escaso, el agua. Los cultivo predominantes eran el maíz, frutales, hortalizas, lino, cáñamo, moreras (para la industria de la seda), y en zonas de secano cereales y leguminosas. Tras la Reconquista continúa este tipo de cultivo, aunque se introducen otros nuevos de secano en detrimento de la superficie ocupada por el cultivo tradicional musulmán. En los siguientes siglos, XVII y XVIII, Huécija se configura como un importante centro comercial de la comarca, al celebrarse una feria anual de ganado equino y otros animales domésticos que aún a mediados del siglo XIX era importante. En el siglo XIX cambió de forma radical la agricultura tradicional, al dedicarse la mayor parte de la superficie al parral, nuevo cultivo que va a caracterizar la comarca por su especialización para la exportación, y al decaer ésta a mediados de los años 60 se introducen los cítricos como alternativa.

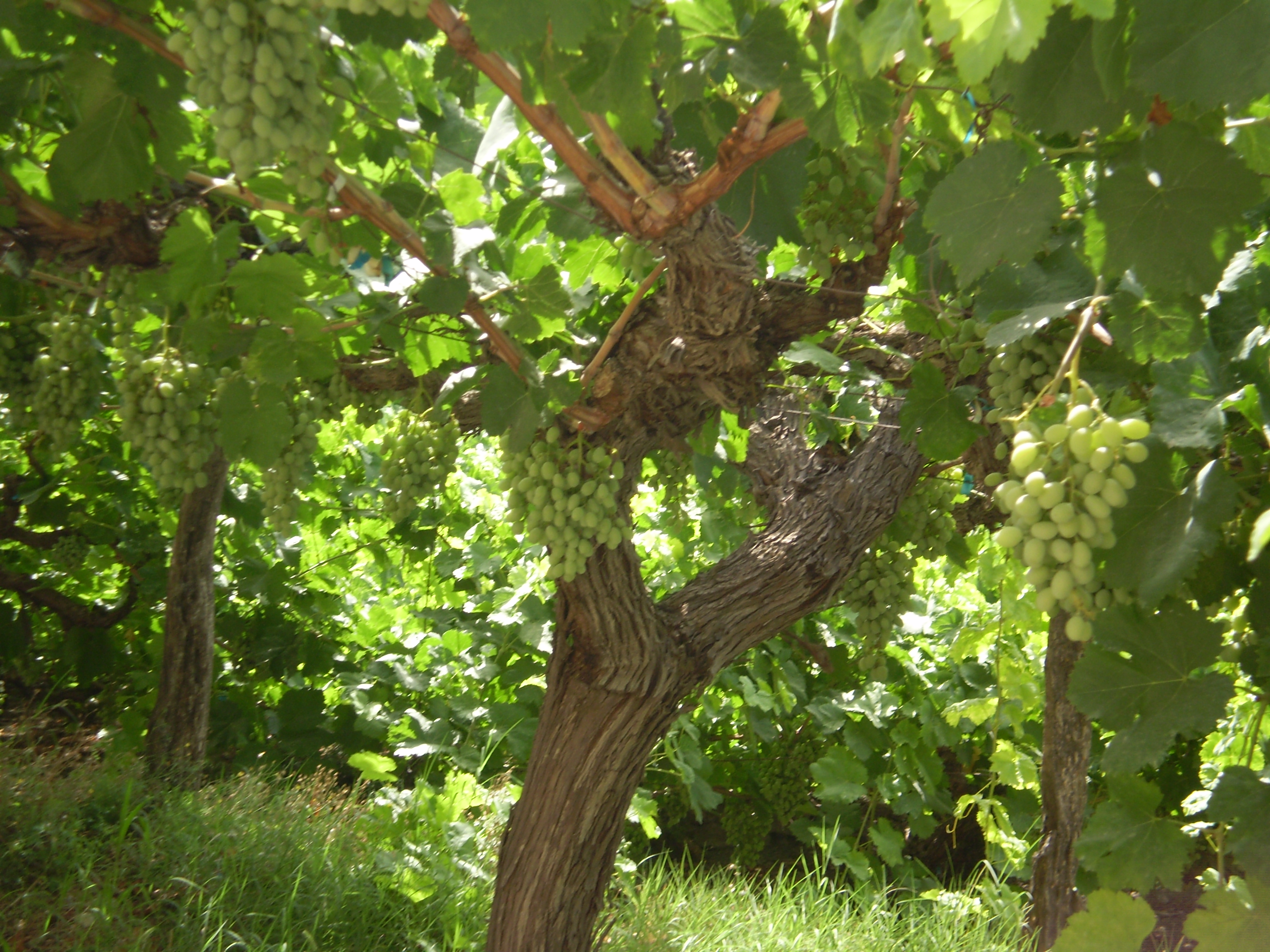
Parrales de Huécija.

|                              | Cultivos herbáceos    | Cultivos leñosos |
| ---------------------------- | --------------------- | ---------------- |
| Superficie                   | 8                     | 160              |
| Principal cultivo de regadío | Patata media estación | Naranjo          |
| Principal cultivo de regadío | 6 ha                  | 28 ha            |
| Principal cultivo de secano  | -                     | Almendro         |
| Principal cultivo de secano  | - ha                  | 92 ha            |

#### Otros sectores
Además de la agricultura, también destaca como actividad económica el comercio, la construcción y la pequeña industria manufacturera. En la localidad hay un total de 26 empresas ubicadas. De ellas 4 cuentan con entre 6 y 19 trabajadores y 22 con menos de 5. Huécija posee, como consecuencia del cultivo del maíz, una escuela-taller de artesanía para la farfolla.
| Actividad                 | N.º Establecimientos |
| ------------------------- | -------------------- |
| Comercio y Reparación     | 8                    |
| Construcción              | 5                    |
| Industria manufacturera   | 4                    |
| Actividades inmobiliarias | 2                    |
| Actividades sociales      | 2                    |

#### Evolución de la deuda viva municipal
| Gráfica de evolución de Deuda viva del Ayuntamiento de Huécija entre 2008 y 2019                                |
| |
| Deuda viva del Ayuntamiento de Huécija en miles de Euros según datos del Ministerio de Hacienda y Ad. Públicas. |

## Símbolos

### Bandera
La Bandera Municipal de Huécija se compone de un paño rectangular de dimensión 2/3 dividido en tres franjas horizontales de color morado la superior, amarillo gualdo, la central, y verde la inferior, siendo la amarilla de doble anchura que las otras dos. En su centro y en proporciones adecuadas, el escudo municipal en el que los colores blanco y amarillo sustituyen a la plata y al oro del escudo. Los colores se han tomado de los esmaltes que más resaltan del escudo; el oro, que se sustituye en la bandera por el amarillo gualdo y el verde del fondo al segundo cuartel del escudo. El tercer color es el morado que pretende rememorar el cárdeno de los dos lobos de las armas de los Cárdenas.

### Escudo

Escudo de Huécija.

El escudo de armas de la villa de Huécija tiene el siguiente blasón:

Escudo partido: 1.º: En campo de oro, las armas de Cárdenas, dos lobos cárdenos pasantes; bordura de gules cargada de ocho letras “S” mayúsculas intercaladas con ocho veneras todas ellas de plata. 2.º en campo de sinople, una torre de oro con su campana del mismo metal, mazonada de sable y aclarada de azur que descansa en un basamento moviente de la punta, del mismo metal e idéntico mazonado. Timbrado de corona real cerrada.

En el primer cuartel se representan las armas de Cárdenas. Gutierre de Cárdenas fue el primer señor del municipio tras la concesión a finales del siglo XVI del Duque de Maqueda. Gutierre de Cárdenas Chacón, señor de Cárdenas, Elche y Torrijos, comendador mayor de León, alcalde de las fortalezas de Almería, Carmona y Chinchilla ; casado con doña Teresa Enríquez, de la que tuvo a Diego de Cárdenas Enríquez, creado duque de Maqueda por Carlos I en 1529. La bordura está formada por ocho letras “S” mayúsculas, las cuales provienen de la primera vez que Gutierre de Cárdenas acompañado de la princesa Isabel después Isabel la Católica, vio por vez primera a Fernando II de Aragón al que señaló Don Gutierre con los demostrativos ese, ese. En recuerdo de tal hecho y por concesión real puso letras S en la bordura de su escudo, en la que se alternan con veneras que ya tenía. De ahí las S mayúsculas y las veneras que constituyen el borde del actual escudo de Huécija, todas ellas de plata. En el segundo cuartel, La torre representada es la del Convento de los Agustinos, como seña distintiva de la Villa de Huécija. En dicha torre existe un vestigio heráldico de los Cárdenas tallado en su pared, recogido por Ruz Márquez en su obra Los escudos de Almería. En ese escudo aparecen acoladas las armas de Cárdenas y Velasco.

## Política

### Administración municipal

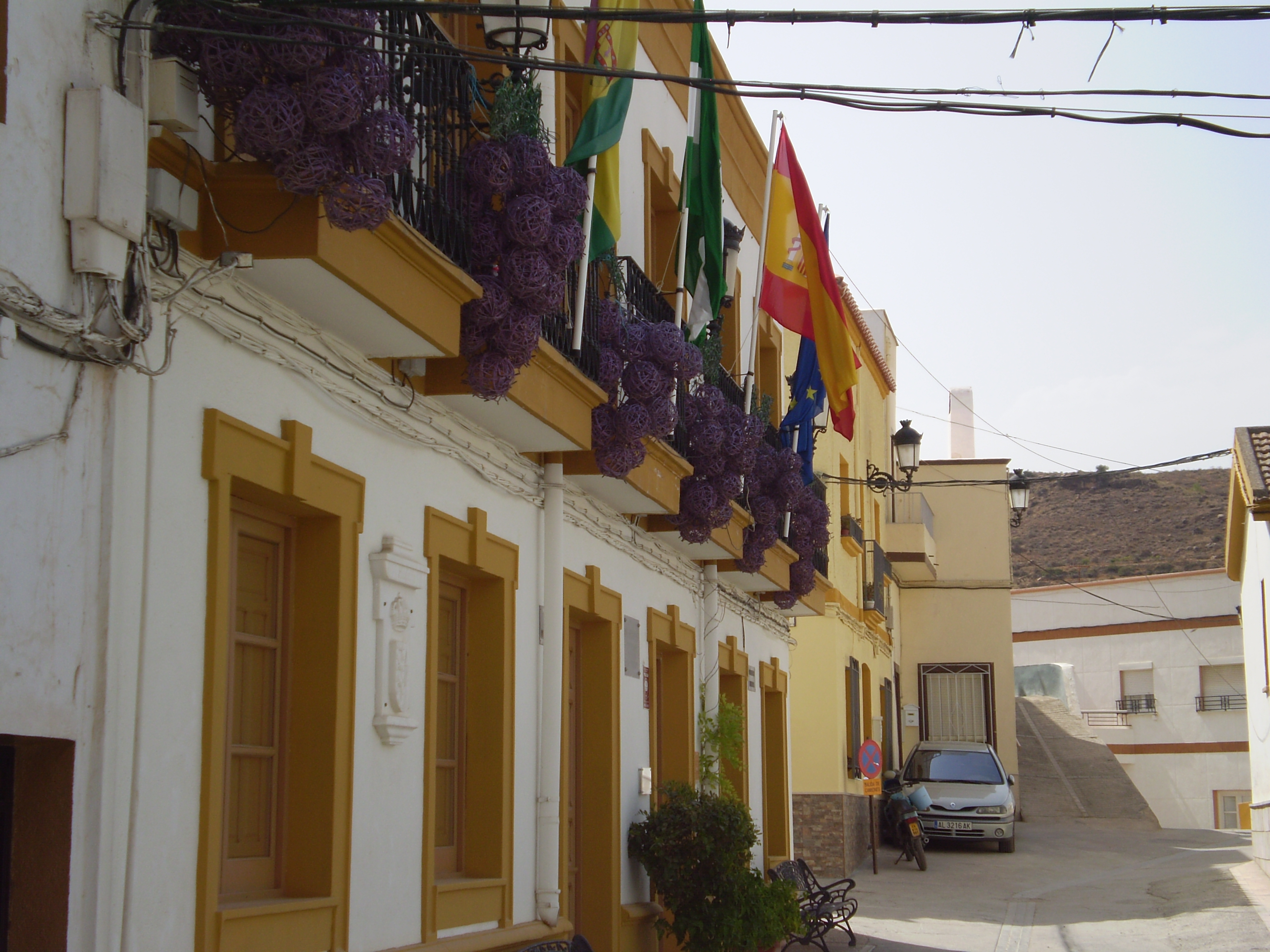
Ayuntamiento de Huécija.

La administración política del municipio se realiza a través de un Ayuntamiento de gestión democrática cuyos componentes se eligen cada cuatro años por sufragio universal. El censo electoral está compuesto por todos los residentes empadronados en Huécija mayores de 18 años y nacionales de España y de los otros países miembros de la Unión Europea. Según lo dispuesto en la Ley del Régimen Electoral General, que establece el número de concejales elegibles en función de la población del municipio, la Corporación Municipal de Huécija está formada por 7 concejales. La sede del ayuntamiento está emplazada en la calle Buenavista.

#### Resultado de las elecciones municipales de 2019
En las elecciones Municipales de 2019 con una participación del 96.67%, un 1.8% más que en las elecciones municipales de 2015, el Partido Popular (PP) obtuvo cuatro concejales, siendo elegida como primera mujer en la alcaldía, Ana María Vizcaíno Amat. El Partido Socialista Obrero Español (PSOE) obtuvo tres concejales. Juan José Ramírez Andrés deja la alcaldía tras veinticuatro años de gobierno. 
| Elecciones Municipales - Huécija (2019) | Elecciones Municipales - Huécija (2019)  | Elecciones Municipales - Huécija (2019) | Elecciones Municipales - Huécija (2019) | Elecciones Municipales - Huécija (2019) |
| Partido político                        | Partido político                         | Votos                                   | %Válidos                                | Concejales                              |
| --------------------------------------- | ---------------------------------------- | --------------------------------------- | --------------------------------------- | --------------------------------------- |
|                                         | Partido Popular (PP)                     | 203                                     | 53,00%                                  | 4                                       |
|                                         | Partido Socialista Obrero Español (PSOE) | 177                                     | 46,21%                                  | 3                                       |

#### Alcaldes
Estos son los últimos alcaldes de Huécija:
| Mandato   | Nombre del alcalde          | Partido político |
| --------- | --------------------------- | ---------------- |
| 1979-1983 | José Lázaro Sánchez         | CIH              |
| 1983-1987 | Juan Cantón Cortés          | PSOE             |
| 1987-1991 | José Lázaro Sánchez         | CIH              |
| 1991-1995 | José Rafael Solvas Salmerón | PP               |
| 1995-1999 | Juan José Ramírez Andrés    | PIE              |
| 1999-2003 | Juan José Ramírez Andrés    | PSOE             |
| 2003-2007 | Juan José Ramírez Andrés    | PSOE             |
| 2007-2011 | Juan José Ramírez Andrés    | PSOE             |
| 2011-2015 | Juan José Ramírez Andrés    | PSOE             |
| 2015-2019 | Juan José Ramírez Andrés    | PSOE             |
| 2019-2023 | Ana María Vizcaíno Amat     | PP               |
| 2023-act. | Ana María Vizcaíno Amat     | PP               |

## Servicios públicos

### Educación
El municipio no cuenta con ningún centro de enseñanza pública. En su lugar, el alumnado acude al CEIP Alicún-Huécija, en Alicún hasta el segundo curso de la enseñanza secundaria. Posteriormente, se trasladan al IES Cerro Milano de Alhama de Almería.

### Sanidad
El municipio cuenta con un consultorio auxiliar, dependiente del Hospital Universitario Torrecárdenas, que da servicio de lunes a viernes.

## Cultura

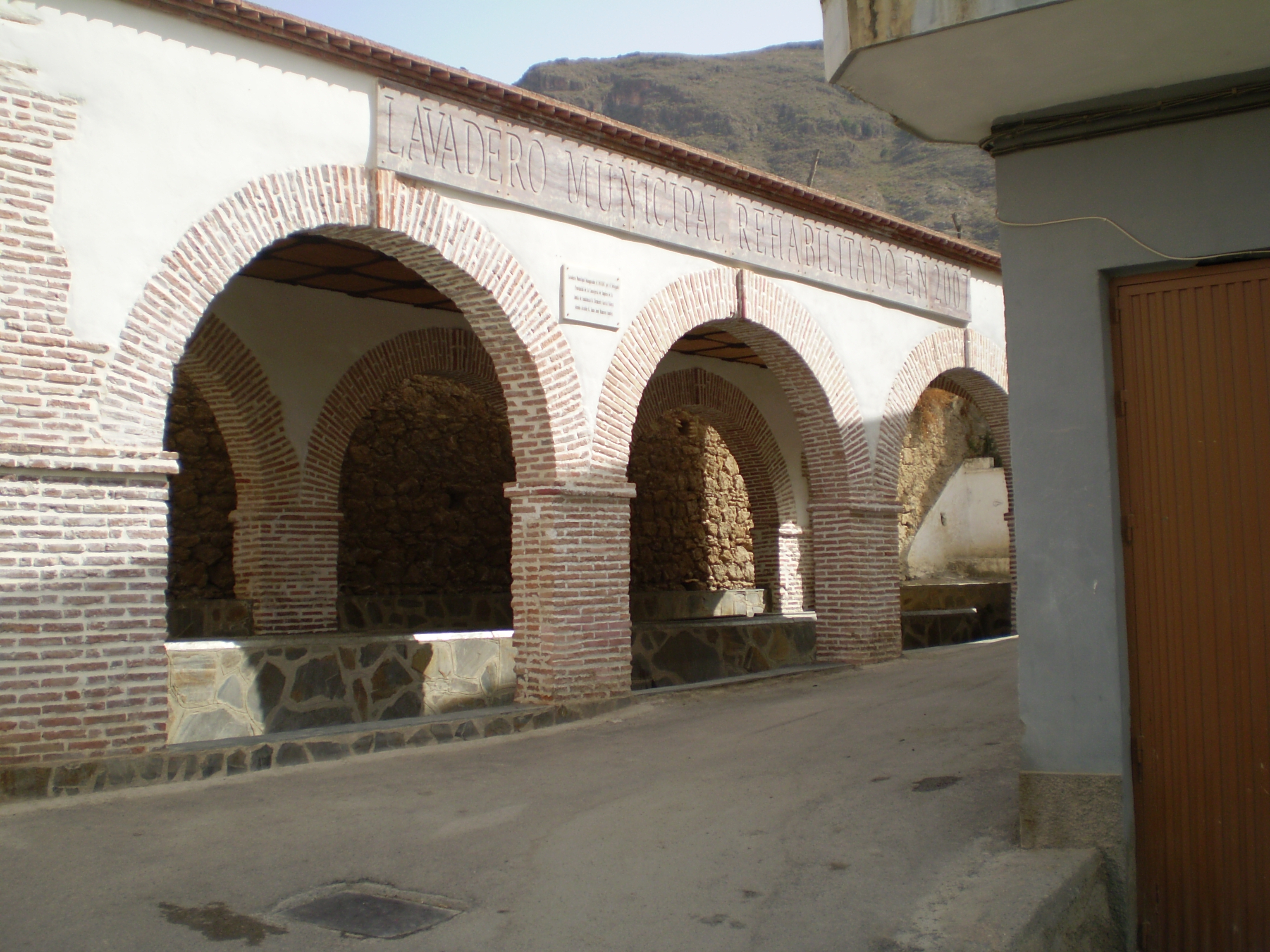
Lavadero público de Huécija.

El patrimonio monumental de Huécija está formado por la Iglesia de la Anunciación y el Convento de los Agustinos, el cual está actualmente (2010) en proceso de restauración. Además podemos encontrarnos dentro de su casco urbano edificaciones características de la arquitectura burguesa que son un exponente de la expansión económica que produjo el cultivo de la uva de Ohanes.
Muchos otros edificios históricos están en un estado de deteriroro debido a la pérdida de su función, como es el caso del molino de Huécija y otros han desaparecido debido a actuaciones públicas o privadas como es el caso de la Casa Palacio del Duque de Maqueda la cual fue demolida en la década de los 50 del siglo XX y actualmente (2010) solo se conservan restos de los muros exteriores y parte de su escudo nobiliario.

### Arquitectura Religiosa

#### Convento de los Agustinos

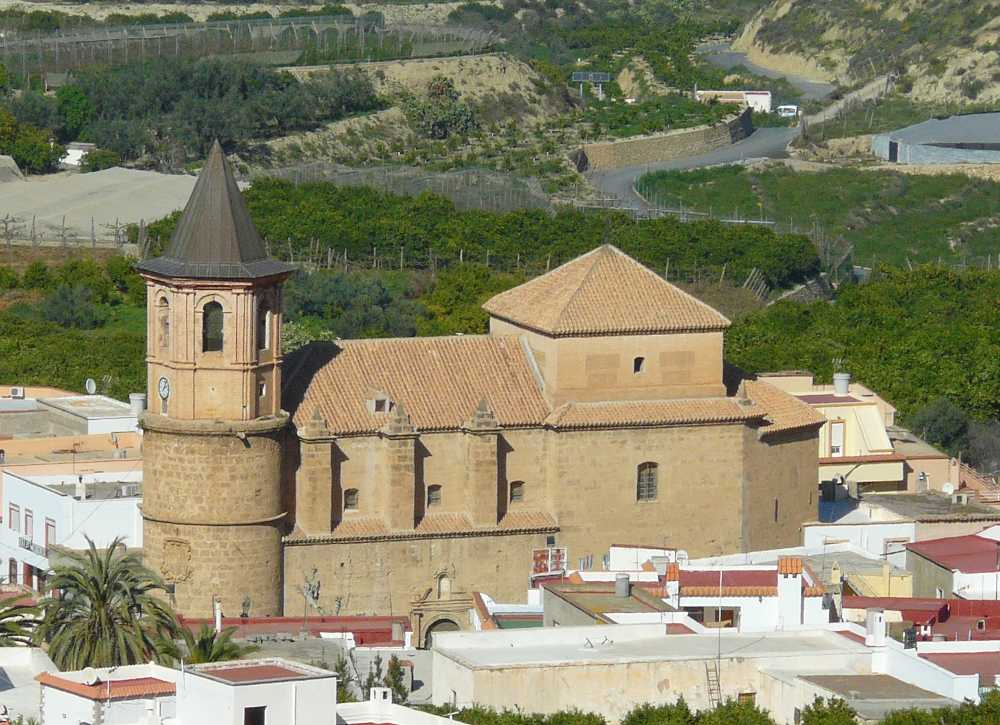
Convento de los Agustinos.

Fundado por doña Teresa Enríquez, esposa de Gutiérre de Cárdenas y Chacón (Duque de Maqueda) en 1511 junto con la iglesia de Santa María de la Regla, la cual quedó destruida tras el terremoto de 1522 y en su lugar se construyó la iglesia del convento, adosándole la torre atalaya de la anterior, que milagrosamente salió intacta del terremoto junto con la actual fachada sur. También sufrió desperfectos durante la rebelión de los moriscos en 1568, en la que el convento fue asaltado e incendiado pereciendo martirizados los frailes que allí se encontraban. Después de la Desamortización de Mendizábal, el convento y sus bienes pasaron al Estado y desde entonces fue utilizado como parroquia auxiliar y a partir de la Guerra Civil, fue la parroquia del pueblo hasta que empezó su actual restauración. Actualmente se encuentra a la espera de que finalice la misma.
Al torreón también de le añadió en 1881 un nuevo cuerpo de forma hexagonal (Rompiendo la forma redondeada de la primitiva torre, que ahora queda de base) construido de ladrillo mazizo, con un capitel de estructura de madera recubierto de teja (En una reciente restauración, la teja ha sido sustituida por placas de bronce), con la utilidad de campanario. Tras la guerra civil española sufrió daños y expolio de obras de arte, como el retablo y durante la posguerra fueron dañadas notablemente las antiguas dependencias monacales a las que se les arrancaron las maderas de los techos para su venta. 
El Convento de los Agustinos ha sido declarado Bien de Interés Cultural con la categoría de monumento según el Decreto 81/1992 de 19 de mayo de la Consejería de Cultura y Medio Ambiente, siendo uno de los mejores ejemplos de arquitectura barroca de la provincia de Almería.

#### Iglesia de la Anuciación

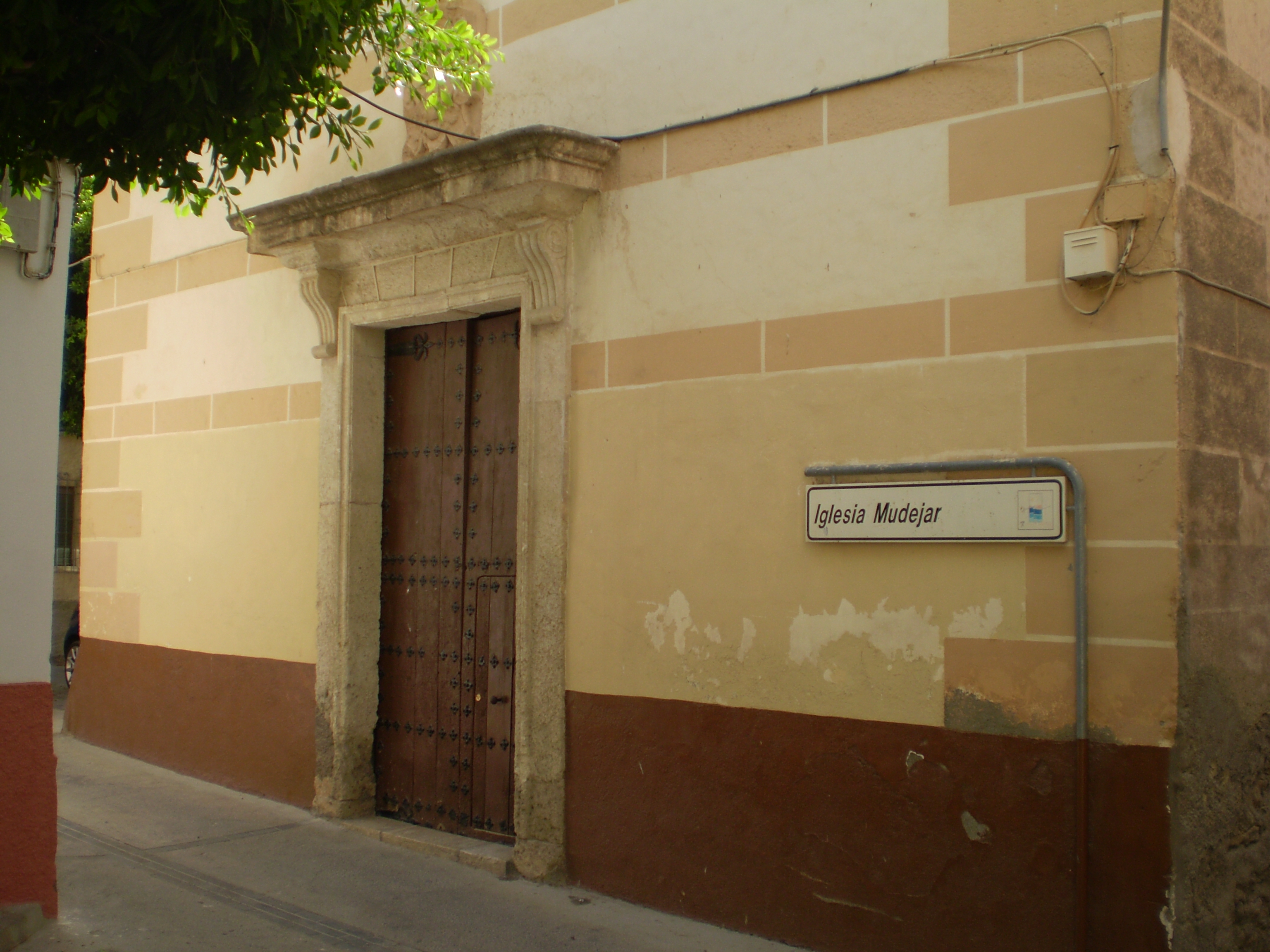
Fachada principal de la Iglesia de la Anunciación.

Construida en el siglo XVI es de estilo mudéjar aunque tiene muchos añadidos posteriores en diversos estilos como barroco y neoclásico. Esta edificación carece de torre, aunque consta que el siglo XVIII contaba con ella y fue eliminada por una ampliación en la cual se la sustituyó por una espadaña recientemente desaparecida tras la última rehabilitación. Al igual que el Convento de los Agustinos, la iglesia cuenta con un pequeño escudo de los Duques de Maqueda, de diferente diseño, aunque muy deteriorado pues fue picoteado durante el expolio que sufrió durante la Guerra Civil. Después de la contienda, permaneció cerrada trasladándose la parroquia al Convento de los Agustinos y tras una restauración ha vuelto a ser la iglesia parroquial.

#### Ermita de la Cruz
Situada en lo alto del cerro del mismo nombre. En ella se celebra una romería el día 3 de mayo. 
En el interior de la Ermita se encuentra la imagen de una cruz que los mayordomos de cada año engalanan con flores y velan en la madrugada del 2 al 3 de mayo. Junto a la Ermita de la Cruz, hay también un pequeño "porche" con una cruz que cada año visten y engalanan con flores del tiempo y donde los "mayordomos" que celebran la fiesta reparten los típicos roscos y hornazos junto con un vaso de ponche o de vino a todos los asistentes.

### Arquitectura civil
Castillo de Marchena
Sus restos están en el Cerro de Marchena, una elevación montañosa que marca el límite del término municipal con el de Terque. Este cerro es conocido popularmente en Huécija como "Cerro del Libro", debido a que las paredes del castillo que existió en época musulmana cayeron en forma de un libro abierto, desde él podemos obtener unas magníficas vistas de Huécija y su vega y del municipio vecino de Terque. En la cima del cerro encontramos restos de un aljibe árabe y de las paredes que antiguamente conformaron un castillo, mientras que en una de sus laderas se aprecia una acequia que nos lleva hasta una balsa, actualmente en desuso, que se suponen también de origen árabe.

### Espacios naturales

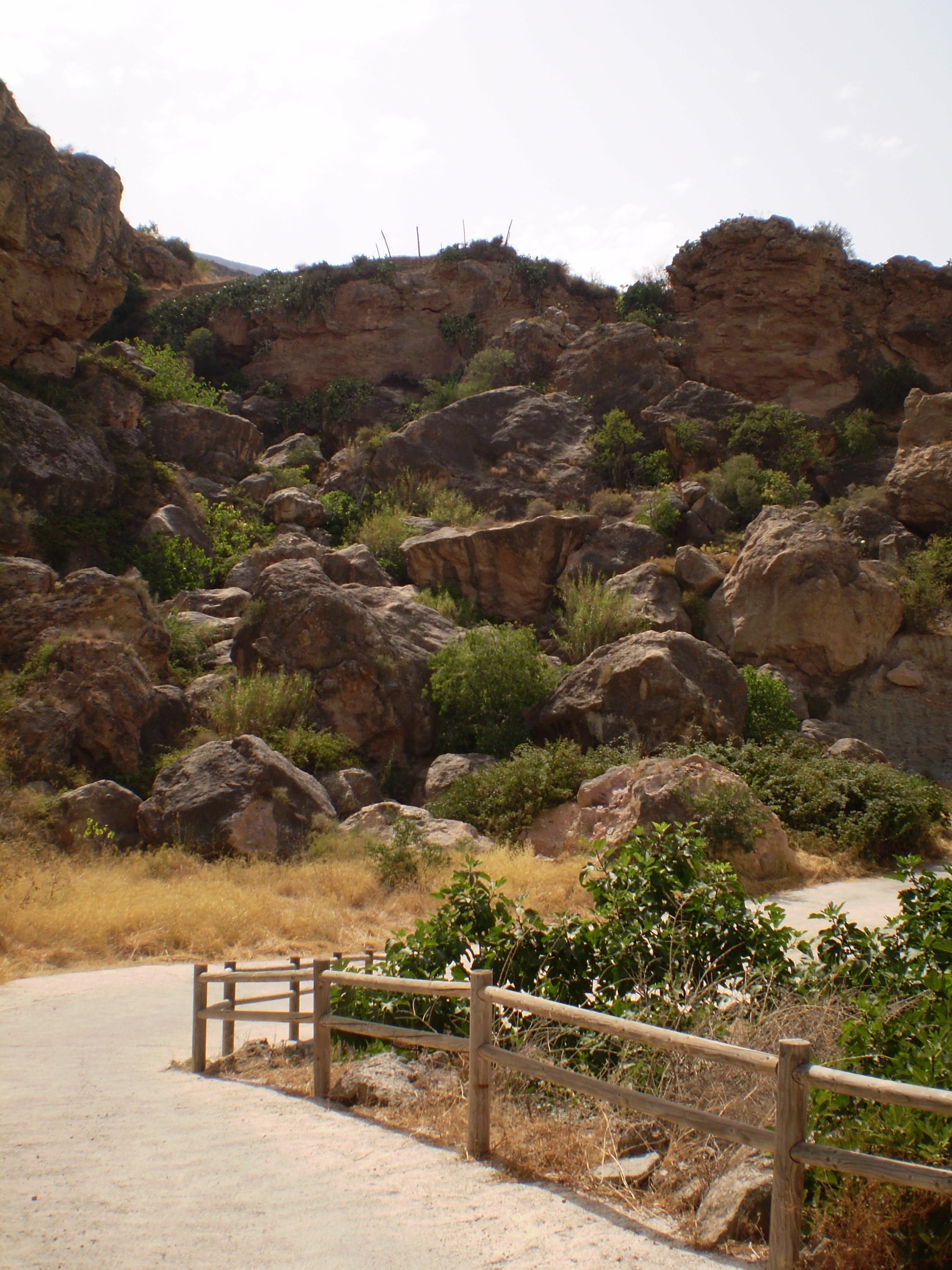
Zona recreativa del Alfarax.

- Zona recreativa del Alfarax: Está situada en un salto del barranco del Agua o del Alfarax. En este espacio recuperado hace pocos años, existe una gran acumulación de enormes rocas agrupadas, formándose entre ellas numerosas cuevas. A los pies hay una fuente también denominada del Alfarax.[5]
- Cerro la Cruz: Es una elevación montañosa a unos 1000 metros de altitud, a las faldas del cual se encuentra situada la localidad. En su parte más alta se encuentra la Ermita de la Cruz, donde cada 2 de mayo se celebra la festividad del mismo nombre. Desde allí se obtienen también unas magníficas vistas del Valle del Andarax y los pueblos que se encuentran a su ribera. En el Cerro de la Cruz se pueden practicar diversos deportes como senderismo o parapente o pasar unos días en plena naturaleza alquilando el refugio que allí se encuentra.[5]

### Folclore
- Las Primeras y las Toreras: es un baile típico de la localidad cuya popularidad se inició en el siglo XVIII en él se subastaba el privilegio de bailar con una determinada joven y el dinero recaudado era destinado a sufragar una fiesta religiosa.[21]

### Música
- Banda de música: Está formada por la asociación musical vertical (Amuver). No se sabe exactamente su origen, pero siempre ha existido de forma intermitente. Actualmente está integrada por 50 músicos. Además de participar en las fiestas y acontecimientos de Huécija y Alicún, también participa en las fiestas y acontecimientos de otras localidades de la provincia de Almería y Granada.[22]

### Patrimonio cultural inmaterial
- San Blas: Son las fiestas patronales. Como tradición el día 2 de febrero se celebra un castillo de fuegos artificiales, el día 3 la misa y procesión en honor a San Blas, y el día 4 se quema un artilugio denominado "La Zorra", que está compuesto por cañas y cohetes. También se hacen actividades culturales, deportivas y lúdicas propias de unas fiestas.[23]
- Virgen del Carmen: Es la fiesta del voto. Se celebra el 16 de julio junto con los días que se antepongan o precedan al fin de semana más cercano. Los actos más tradicionales son la procesión y la misa que se celebra el mismo 16 de julio y también está acompañado de otros actos culturales y deportivos y musicales.[24]
- Cruz de Mayo: Es una romería tradicional que se lleva a cabo el 3 de mayo en la ermita de la Cruz situada en el cerro del mimo nombre.[25]

### Gastronomía
Platos típicos huecijeros son los guisos en sus diferentes variantes (guisado de hinojos, potaje para Semana Santa...), las migas, el escabeche, las gachas, platos de caza como el conejo en ajillo o el choto en adobo, el ajoblanco, la fritada o fritá, los embutidos de matanza, y postres como el arroz con leche, los roscos de huevo, roscos de vino, o roscos de azúcar, los borrachillos, los soplillos, las magdalenas, las rosquillas de aceite, o la torta de chicharrones.

## Deportes

### Instalaciones deportivas
Huécija cuenta con las siguientes instalaciones:
- Pista polideportiva apta para practicar tenis, fútbol sala, baloncesto y voleibol
- Pista de pádel
- Gimnasio municipal